# Clancy Rugg
Clancy Rugg (Burlington, 22 settembre 1991) è un cestista statunitense naturalizzato lussemburghese.

## Palmarès
- Campionato lussemburghese: 1

Esch: 2022-23
- Coppa del Lussemburgo: 1

Esch: 2022